# X1 (groupe)
Pour les articles homonymes, voir X1.
X1 (hangeul : 엑스원, romanisé : Ekseuwon, prononcé X-One) est un ancien boys band sud-coréen formé en 2019 sous CJ E&M par le programme Produce X 101 diffusé sur Mnet. Le groupe était composé de onze membres : Kim Yo-han, Kim Woo-seok, Han Seung-woo, Song Hyeong-jun, Cho Seung-youn, Son Dong-pyo, Lee Han-gyul, Nam Do-hyon, Cha Jun-ho, Kang Min-hee et Lee Eun-sang. Le groupe a débuté le 27 août 2019 sous Swing Entertainment et co-managé par Stone Music Entertainment.
Leur contrat devait initialement se terminer cinq ans après leurs débuts, avec 2,5 années de contrat exclusif et 2,5 années de contrat non-exclusif, c'est-à-dire que les membres individuels peuvent revenir co-promouvoir avec leurs agences d'origine après la fin de la première moitié de leur contrat. Toutefois, étant donné le scandale concernant la manipulation des votes du programme Produce X 101 et de la série Produce 101, le groupe a été dissous le 6 janvier 2020 en raison d'un désaccord entre les compagnies respectives des membres.
Leur fan club se nomme « ONE IT ».

## Nom
Le nom du groupe, X1, a été suggéré par les internautes sur le site officiel de Produce X 101 et choisi par CJ E&M, le nom étant tiré de la chanson phare de l'émission « X1-MA ». X1 signifie « 11 » en chiffres romains, et représente également 10+1, le nombre de membres dans le groupe.

## Histoire

### Pré-débuts:Produce X 101
X1 a été créé par l'émission télévisée Produce X 101, diffusée sur Mnet du 3 mai au 19 juillet 2019. Parmi les 101 candidats initiaux représentant diverses agences sud-coréennes, les dix finalistes ont été choisis par votes par l'audience de l'émission de télévision en direct. Le dernier membre, connu en tant que membre de rang X, est sélectionné parmi les stagiaires restants ayant obtenu le plus grand nombre de votes combinés sur tous les épisodes de la série. Tous les membres sont officiellement annoncés via une émission de télévision en direct le 19 juillet 2019.
Avant le programme, de nombreux membres étaient déjà actifs dans l'industrie de la musique. Cho Seung-youn a fait ses débuts en tant que membre de UNIQ en 2014. Il a également fait ses débuts en tant qu'artiste solo et producteur de musique sous le nom de scène Luizy en 2016, avant de le changer pour WOODZ en 2018. Il est connu pour avoir produit  It's Ok, la chanson d'évaluation de Idol Producer. 
Kim Woo-seok a fait ses débuts dans UP10TION sous le nom de Wooshin en septembre 2015 et en tant que présentateur de l'émission The Show de SBS MTV aux côtés de Somi, candidate de la saison 1 de Produce 101 et ancienne membre de I.O.I. 
Han Seung-woo a fait ses débuts en tant que membre et leader de Victon en novembre 2016. 
Lee Han-gyul a déjà fait ses débuts en tant que membre du groupe IM sous Yama et Hotchicks Entertainment et a rivalisé avec ses collègues dans The Unit de KBS2 où il s'est retrouvé à la 13e place. 
Nam Do-hyon, un autre stagiaire de MBK, était un des membres de l'équipe de rap de l'émission Under Nineteen de la MBC. Il s'est classé 42e du classement.

### 2019: débuts avecEmergency: Quantum Leap
Après le programme, les onze meilleurs candidats ont signé un contrat d'enregistrement avec Swing Entertainment et Stone Music Entertainment, le label qui hébergeait Wanna One, vainqueurs de la deuxième saison de Produce 101. Avant ses débuts, Mnet créa l'émission de télé-réalité du groupe intitulée X1 Flash le 22 août 2019. L'émission suit les membres alors qu'ils se préparent pour leurs débuts et donne un aperçu de leur vie réelle. 
Le groupe a fait ses débuts le 27 août 2019 avec une première apparition au Gocheok Sky Dome. Le 1er août, il a été annoncé que leur premier album, Emergency: Quantum Leap, avait pour chanson phare Flash, composée par Score, Megatone et Onestar (du label Monotree). Le 3 septembre, X1 a remporté son premier succès musical dans l'émission The Show de SBS MTV une semaine après ses débuts.

### 2020: dissolution du groupe
À la suite d'un scandale médiatique, révélant une manipulation des votes lors de l'émission Produce X 101, le groupe est dissous en début d'année 2020 après un peu plus de 4 mois d'activité.

## Ex-membres
| Nom de scène | Nom de scène | Nom de naissance | Nom de naissance | Date de naissance | Nationalité  | Agence                 | Rang final |
| Romanisé     | Coréen       | Romanisé         | Coréen           | Date de naissance | Nationalité  | Agence                 | Rang final |
| ------------ | ------------ | ---------------- | ---------------- | ----------------- | ------------ | ---------------------- | ---------- |
| Seungwoo     | 승우         | Han Seung-woo    | 한승우           | 24 décembre 1994  | Sud-coréenne | Plan A Entertainment   | 3          |
| Seungyoun    | 승연         | Cho Seung-youn   | 조승연           | 5 août 1996       | Sud-coréenne | Yuehua Entertainment   | 5          |
| Wooseok      | 우석         | Kim Woo-seok     | 김우석           | 27 octobre 1996   | Sud-coréenne | TOP Media              | 2          |
| Yohan        | 요한         | Kim Yo-han       | 김요한           | 22 septembre 1999 | Sud-coréenne | OUI Entertainment      | 1          |
| Hangyul      | 한결         | Lee Han-gyul     | 이한결           | 7 décembre 1999   | Sud-coréenne | MBK Entertainment      | 7          |
| Junho        | 준호         | Cha Jun-ho       | 차준호           | 9 juillet 2002    | Sud-coréenne | Woollim Entertainment  | 9          |
| Dongpyo      | 동표         | Son Dong-pyo     | 손동표           | 9 septembre 2002  | Sud-coréenne | DSP Media              | 6          |
| Minhee       | 민희         | Kang Min-hee     | 강민희           | 17 septembre 2002 | Sud-coréenne | Starship Entertainment | 10         |
| Eunsang      | 은상         | Lee Eun-sang     | 이은상           | 26 octobre 2002   | Sud-coréenne | Brand New Music        | X          |
| Hyeongjun    | 형준         | Song Hyeong-jun  | 송형준           | 30 novembre 2002  | Sud-coréenne | Starship Entertainment | 4          |
| Dohyon       | 도현         | Nam Do-hyon      | 남도현           | 10 novembre 2004  | Sud-coréenne | MBK Entertainment      | 8          |

## Discographie

### Mini-album(s)
| Titre                                       | Détails de l'album                                                                                     | Classements | Classements | Classements | Classements | Ventes                         |
| Titre                                       | Détails de l'album                                                                                     | COR         | FRA         | JAP         | É-U         | Ventes                         |
| ------------------------------------------- | --- | ----------- | ----------- | ----------- | ----------- | ------------------------------ |
| Emergency: Quantum Leap (1er extended play) | - Date de sortie : 27 août 2019 - Label : Swing Entertainment - Formats : CD, téléchargement numérique | 1           | 76          | 4           | 9           | - COR : 629 879 - JAP : 48 528 |

### Singles
| Titre                                                                       | Année | Classements | Classements | Classements | Classements |
| Titre                                                                       | Année | COR         | HOT         | JAP         | É-U         |
| --------------------------------------------------------------------------- | ----- | ----------- | ----------- | ----------- | ----------- |
| Flash                                                                       | 2019  | 26          | 3           | 25          | 15          |
| "—" indique que l'album ne s'est pas classé ou n'est pas sorti dans ce pays |       |             |             |             |             |

## Filmographie

### Télévision
| Titre                | Année | Chaîne | Réf.   |
| -------------------- | ----- | ------ | ------ |
| Produce X 101        | 2019  | Mnet   | [ 24 ] |
| X1 Flash             | 2019  | Mnet   | [ 25 ] |
| Prison Life of Fools | 2019  | tvN    | [ 26 ] |

### Clip(s)-vidéo(s)
| Titre | Année | Réalisateur | Réf.   |
| ----- | ----- | ----------- | ------ |
| Flash | 2019  | Rigend Film | [ 27 ] |